# Валя-Минестірій
Валя-Минестірій (рум. Valea Mânăstirii) — село у повіті Горж в Румунії. Входить до складу комуни Кетунеле.
Село розташоване на відстані 253 км на захід від Бухареста, 35 км на південний захід від Тиргу-Жіу, 88 км на північний захід від Крайови.

## Населення
За даними перепису населення 2002 року у селі проживали 436 осіб, з них 435 осіб (99,8%) румунів. Рідною мовою 435 осіб (99,8%) назвали румунську.